# São Paio do Mondego
São Paio do Mondego is een plaats (freguesia) in de Portugese gemeente Penacova en telt 259 inwoners (2001).